# Eparchia di Palghat
L'eparchia di Palghat (in latino Eparchia Palghatensis) è una sede della Chiesa cattolica siro-malabarese in India suffraganea dell'arcieparchia di Trichur. Nel 2021 contava 59.930 battezzati su 2.964.481 abitanti. È retta dall'eparca Peter Kochupuruckal.

## Territorio
L'eparchia estende la sua giurisdizione sui fedeli della Chiesa cattolica siro-malabarese del distretto di Palakkad e di una porzione minore del distretto di Thrissur nello stato indiano del Kerala.
Sede eparchiale è la città di Palakkad (o Palghat), dove si trova la cattedrale di San Raffaele.
Il territorio è suddiviso in 89 parrocchie.

## Storia
L'eparchia è stata eretta il 27 giugno 1974 con la bolla Apostolico requirente di papa Paolo VI, ricavandone il territorio dall'eparchia di Trichur (oggi arcieparchia).
Originariamente suffraganea dell'arcieparchia di Ernakulam (oggi arcieparchia di Ernakulam-Angamaly), il 18 maggio 1995 è entrata a far parte della provincia ecclesiastica dell'arcieparchia di Trichur.
Il 15 gennaio 2010 ha ceduto una porzione del suo territorio a vantaggio dell'erezione dell'eparchia di Ramanathapuram.

## Cronotassi dei vescovi
Si omettono i periodi di sede vacante non superiori ai 2 anni o non storicamente accertati.
- Joseph Irimpen † (27 giugno 1974 - 1º dicembre 1994 ritirato)
- Jacob Manathodath (11 novembre 1996 - 15 gennaio 2022 dimesso)
- Peter Kochupuruckal, dal 15 gennaio 2022

## Statistiche
L'eparchia nel 2021 su una popolazione di 2.964.481 persone contava 59.930 battezzati, corrispondenti al 2,0% del totale.
| anno | popolazione | popolazione | popolazione | presbiteri | presbiteri | presbiteri | presbiteri                | diaconi | religiosi | religiosi | parrocchie |
| anno | battezzati  | totale      | %           | numero     | secolari   | regolari   | battezzati per presbitero | diaconi | uomini    | donne     | parrocchie |
| ---- | ----------- | ----------- | ----------- | ---------- | ---------- | ---------- | ------------------------- | ------- | --------- | --------- | ---------- |
| 1980 | 30.079      | ?           | ?           | 39         | 14         | 25         | 771                       |         | 27        | 461       | 65         |
| 1990 | 51.611      | 541.200     | 9,5         | 90         | 42         | 48         | 573                       |         | 82        | 960       | 103        |
| 1999 | 64.370      | 635.600     | 10,1        | 138        | 72         | 66         | 466                       |         | 108       | 1.180     | 83         |
| 2000 | 65.075      | 647.200     | 10,1        | 144        | 78         | 66         | 451                       |         | 109       | 1.191     | 84         |
| 2001 | 65.583      | 658.000     | 10,0        | 132        | 79         | 53         | 496                       | 1       | 90        | 1.237     | 87         |
| 2002 | 66.383      | 668.000     | 9,9         | 147        | 87         | 60         | 451                       | 1       | 97        | 1.221     | 88         |
| 2003 | 67.959      | 675.000     | 10,1        | 160        | 91         | 69         | 424                       |         | 72        | 1.201     | 90         |
| 2004 | 66.061      | 656.148     | 10,1        | 159        | 92         | 67         | 415                       |         | 71        | 1.306     | 92         |
| 2009 | 67.996      | 706.000     | 9,6         | 192        | 110        | 82         | 354                       |         | 108       | 1.349     | 93         |
| 2013 | 57.575      | 746.000     | 7,7         | 169        | 106        | 63         | 340                       |         | 77        | 1.112     | 89         |
| 2016 | 58.900      | 2.855.000   | 2,1         | 186        | 124        | 62         | 316                       |         | 69        | 1.112     | 89         |
| 2019 | 58.988      | 2.819.906   | 2,1         | 197        | 132        | 65         | 299                       |         | 69        | 1.117     | 89         |
| 2021 | 59.930      | 2.964.481   | 2,0         | 215        | 135        | 80         | 278                       |         | 82        | 1.117     | 89         |